# Hachioji Velodrome
Hachioji Velodrome – nieistniejący już, tymczasowy tor kolarski w Hachiōji (aglomeracja Tokio), w Japonii. Mógł pomieścić 4122 widzów, a długość toru wynosiła 400 m. Obiekt został wybudowany na Letnie Igrzyska Olimpijskie 1964, podczas których odbyły się na nim konkurencje kolarstwa torowego.
Obiekt został wybudowany w okresie od marca do sierpnia 1964 roku. Tor powstał w związku z organizacją Letnich Igrzysk Olimpijskich 1964. Nowy obiekt postanowiono wybudować po dyskusjach i stwierdzeniu niezgodności już istniejących torów z olimpijskimi wymogami. Jako lokalizację wybrano Hachiōji, gdzie miały się odbyć również olimpijskie zawody kolarstwa szosowego. Obok toru wybudowano także małą wioskę olimpijską przeznaczoną dla kolarzy. Tor do jazdy miał długość 400 m i posiadał betonową nawierzchnię, choć jego tymczasowy charakter spowodował, że nawierzchnia została oparta na stalowym szkielecie. Nachylenie toru na prostych wynosiło 15°, a na łukach dochodziło do 45°. Po obu stronach toru, wzdłuż prostych, powstały dwie trybuny, które łącznie mogły pomieścić 4122 widzów. Do przestrzeni wewnątrz toru prowadziło podziemne przejście. W dniach 16–20 października 1964 roku na torze rozegrano konkurencje kolarstwa torowego w ramach igrzysk olimpijskich. Po igrzyskach obiekt został rozebrany. W miejscu dawnego toru powstało później pole do gry w baseballa, które razem z przylegającymi terenami tworzy park (tzw. Ryonan Park, jap. 陵南公園), otwarty 1 kwietnia 1968 roku.